# Billy Jones (calciatore 1987)
Billy Jones (Shrewsbury, 24 marzo 1987) è un ex calciatore inglese, di ruolo difensore.